# HD 49891
HD 49891，又名CD-23 4438，SAO 172389、HR 2528，是一颗恒星，视星等为6.33，位于銀經234.45，銀緯-11.07，其B1900.0坐标为赤經6h 45m 34.9s，赤緯-23° -11.07′ 39″。